# Krionika
Krionika (grško κρύος kryos pomeni 'mraz' ali 'hlad') je praksa, pri kateri se človeško truplo ali glavo krioprezervira (zamrzne do nizke temperature – običajno -196°C) z mislijo, da bo v prihodnosti zaradi razvoja novih medicinskih in biotehnoloških metod mogoča vnovična obuditev umrlega. V znanstvenih krogih na krioniko gledajo z določenim skepticizmom in večina strokovnjakov meni, da je takšna stroka psevdoznanstvena, nekateri pa jo označujejo celo za šarlatanstvo.
Krionični postopki se lahko pričnejo komaj, ko so "bolniki" klinično in zakonsko mrtvi. Navadno tehnike začnejo izvajati nekaj minut po smrti, pri čemer uporabljajo tako imenovane krioprotektante, ki preprečujejo nastajanje ledu med samo krioprezervacijo. Prvi človeški kadaver, ki so ga obdelali s krioničnimi postopki (zamrznili in shranili za morebitno ponovno obuditev v prihodnosti), je bil dr. James Bedford leta 1967. Do leta 2014 je bilo v ZDA krioprezerviranih okoli 250 trupel in približno 1500 ljudi je sklenilo dogovore o krioprezervaciji njihovih kadavrov po smrti.
Ekonomski argumenti proti krioniki poudarjajo, da je zelo malo verjetno, da bo kakšno krionično podjetje obstalo dovolj dolgo. Zgodnji poskusi krioničnih prezervacij so se izvajali že v letih med 1960 in 1970, a so vodili v neuspeh in propad mnogih tovrstnih podjetij, katerih varovanci (krioprezervirana trupla) so bili odmrznjeni in odstranjeni.

## Teoretična podlaga
Podporniki krionike menijo, da je ohranitev funkcionalnih človeških možganov (in vseh informacij, ki jih ti hranijo) mogoča, vse dokler je njihova struktura nepoškodovana. Delež krionikov gre celo dlje in pravi, da za preživetje možganov in ohranitev spominov, možgani ne rabijo biti cel čas aktivni. Menijo, da lahko človek preživi z neaktivnimi možgani, ki so bili močno poškodovani, saj naj bi bilo kodiranje spomina in osebnosti možno tudi iz deloma ohranjene možganske strukture.
Krionične tehnike temeljijo na uporabi temperature pod -130 °C, ki omogoča tako imenovano krioprezervacijo. Na tak način naj bi se poskušalo ohraniti dovolj možganskih informacij, ki bi dovolile vnovično obuditev krioprezerviranega posameznika v prihodnosti. Krioprezervacijo usposobljeni strokovnjaki izvajajo s pomočjo zamrzovanja, zamrzovanja s krioprotektanti, ki zmanjšujejo škodo zaradi nastajanja ledenih kristalov, in vitrifikacije, ki omogoča izogibanje škodi zaradi ledu. Tudi z uporabo najboljših metod je krioprezervacija celotnih teles ali zgolj možganov nevarna in nepovratna. Podporniki krionike pravijo, da bo v prihodnosti s pomočjo še ne izumljene nanotehnologije mogoče ponovno obuditi krioprezervirane posameznike in zdraviti bolezni, zaradi katerih so umrli. Predlagan je bil tudi prenos (nalaganje) možganov.

## Krionika v praksi
Z uporabo visokih koncentracij krioprotektantov je mogoče popolnoma zaustaviti nastajanje ledenih kristalov. Ohlajanje in sledeče strjevanje brez tvorbe kristalov se imenuje vitrifikacija. Prve krioprotektantne raztopine, ki so omogočale vitrikacijo pri nizkih ravneh ohlajanja, pri čemer je organ še vedno ostal funkcionalen, so bile razvite od leta 1990, ko sta jih prvič uporabila kriobiologa Gregory Fahy in Brian Wowk. Strokovnjaka sta raztopine razvila z mislijo na ohlajanje in shranjevanje organov, namenjenih transplantaciji. S pomočjo tovrstnih krioprotektantov so vitrificirali živalske možgane, jih odmrznili in delce tkiva preučili s svetlobno ter elektronsko mikroskopijo, pri čemer niso našli škode, nastale zaradi tvorbe ledenih kristalov. Opažene celične poškodbe so bile posledica dehidracije in toksičnosti krioprotektantskih raztopin.
Krionika je običajno precej draga praksa. Leta 2018 so stroški, povezani s krioničnimi tehnikami (pripravo kadavrov in njihovim shranjevanjem), znašali od $28,000 do $200,000. Pogosto se krioprezervacijske stroške krije s pomočjo življenjskega zavarovanja. Med stroške spadajo plačilo zdravstvenemu osebju, da je na voljo ob kupčevi smrti, vitrifikacija, prevažanje trupla v ledu do ustrezne krioprezervacijske ustanove, vložek v sklad, iz katerega naj bi šel denar za dolgotrajno vzdrževanje trupla v tekočem dušiku in stroški obuditve v prihodnosti.
Do leta 2014 je bilo v Združenih državah krioprezerviranih okoli 250 kadavrov in približno 1500 ljudi je sklenilo dogovore o krioprezervaciji njihovih trupel po smrti. Na svetu so štirje obrati, ki omogočajo krioprezervacijo in shranjevanje krioprezerviranih kadavrov (trije v ZDA in en v Rusiji).
Mnogi menijo, da je izredno malo verjetno, da bo katero krionično podjetje obstalo dovolj dolgo. Raziskave kažejo, da imajo celo najbolj stabilna in odporna podjetja možnost ena proti tisoč, da preživijo 100 let. Mnoga krionična podjetja so že propadla; do leta 2018 so svoja vrata zaprla vsa podjetja (razen ene izjeme), ki so bila ustanovljena pred 1973. Tamkaj shranjena krioprezervirana trupla so odmrznili in odstranili.

## Prepreke do uspeha

### Škoda, nastala zaradi prezervacije
Krioprezervacija se v laboratorijih uporablja že dolgo; denimo za ohranjanje živalskih celic, človeških zarodkov in nekaterih tkiv za obdobje do treh desetletij. Trenutno velja, da obuditev krioprezerviranih velikih živali ni mogoča. Večji vitrificirani organi med postopkom ohlajanja navadno razvijejo razne poškodbe (problem, ki se pojavi predvsem zaradi velike mase tkiva in nizkih temperatur). Brez uporabe krioprotektantov med ohlajanjem krčenje celic in visoke koncentracije soli preprečujejo normalno funkcioniranje krioprezerviranih celic po odmrznitvi. Ledeni kristali so zmožni prekiniti povezave med celicami, ki so ključne za delovanje organov.
Moderne krionične organizacije uporabljajo vitrikacijo brez koraka kemične fiksacije; posledično je struktura krioprezerviranega tkiva manj kvalitetna, a zato na molekularni ravni nastane manj poškodb. Nekateri znanstveniki se namreč sprašujejo, če uporaba smrtonosne kemikalije za fiksacijo preprečuje možnost vnovične obuditve funkcionalnega biološkega organizma.
Mnogi znanstveniki izven krionične skupnosti so precej skeptični do krionične metodologije. Kriobiolog Dayong Gao je dejal, da ne moremo vedeti, ali je subjekt med vitrifikacijo "umrl", kajti krioprezervirane posameznike se takoj shrani v kanistre s tekočim dušikom. Biokemik Ken Storey meni (na temelju izkušenj s transplantacijo organov), da četudi bi želeli ohraniti le možgane, imajo ti ducate različnih področij, ki bi jih bilo treba krioprezervirati s pomočjo različnih protokolov.

### Obuditev
Vnovična obuditev krioprezerviranega bi zahtevala popravilo škode, nastale zaradi pomanjkanja kisika, toksičnosti krioprotetkanta, toplotnega stresa (lomljenja) in izničevanje posledic vzroka smrti. V mnogih primerih bi bila potrebna obsežna regeneracija tkiva.

### Krionika in pravo
V preteklosti je imel človek le malo nadzora nad svojim telesom po smrti, kajti religija je bila tista, ki je odločala o usodi človeškega trupla. Kasneje so sekularna sodišča začela dovoljevati izpolnjevanje želja umrlega. Večina držav krioprezerviranega posameznika dojema kot mrtvega, kajti zakoni prepovedujejo vitrifikacijo klinično živega človeka. V Franciji krionika ne spada med dovoljene metode odstranjevanja človeškega trupla (legalni so le pokop trupla, upepelitev in formalna donacija znanosti). Kljub temu je tam zakonsko dovoljen transport trupla v drugo državo, kjer je krioprezervacija legalna.
Leta 2016 je angleško Visoko sodišče v Londonu razsodilo v prid matere, ki je poskušala (po smrti) krioprezervirati smrtno bolno 14-letno hčerko (ta se je s postopki strinjala), četudi oče tega ni želel.

## Etika
V letu 2009 je David Shaw preučil etiko krionike. Med protiargumente je uvrstil spreminjanje koncepta smrti, stroške prezervacije in obuditve, pomanjkanje znanstvenih spoznanj glede obuditve krioprezerviranih, skušnjavo po prezgodnji evtanaziji in nezmožnost krioprezervacije zaradi katastrofe. Argumenti za krioniko so potencialne prednosti za družbo, možnost nesmrtnosti in prednosti, povezane z izogibom smrti.

## Zgodovina
Krioprezervacijo so prvič uporabili na človeških celicah leta 1954, ko so krioprezervirali moške semenčice, jih odmrznili in z njimi osemenili tri ženske. Zamrzovanje ljudi je kot prvi znanstvenik predlagal michiganski profesor Robert Ettinger. Aprila 1966 so zamrznili prvo človeško truplo (ki je bilo najprej dva meseca balzamirano), tako da so ga položili v tekoči dušik in ga shranili pri temperaturi nad točko zmrzovanja. Šlo naj bi za žensko srednjih let iz Los Angelesa, ki pa je bila hitro odmrznjena, nakar so jo sorodniki pokopali.
Prvo truplo, ki so ga krioprezervirali in nato zamrznili z mislijo na ponovno obuditev, je bil James Bedford. Alcorjev Mike Darwin je zatrdil, da so postopke izvršili dve uri po Bedfordovi smrti zaradi srčnega zastoja (umrli je imel tudi metastaze ledvičnega raka). Krioprezervacija se je odvila 12. januarja leta 1967. Bedfordov kadaver je edini, ki so ga zamrznili pred letom 1974, in je ohranjen še danes. Leta 1976 je Ettinger ustanovil Krionični inštitut (Cryonics Institute); njegovo truplo je bilo krioprezervirano leta 2011.
Roberta Nelsona, nekdanjega televizijskega serviserja brez znanstvenega predznanja, ki je vodil kalifornijsko krionično združenje (Cryonics Society of California), so leta 1981 tožili, ker je dovolil, da se je leta 1970 devet krioprezerviranih trupel odmrznilo in propadlo. V svojo obrambo je dejal, da je bilo krionično združenje v finančnih težavah. Priljubljenost in ugled krionike sta se zaradi tega dogodka zmanjšala.

## Demografika
Po navedbah The New York Times so krioniki večinoma nereligiozni beli moški, pri čemer je razmerje med moškimi in ženskami tri proti ena. Po navedbah The Guardian so nekdaj krioniki bili predvsem mladi moški "piflarskega" značaja, medtem ko so v novejših časih krionične kar cele družine. Leta 2015 je Du Hong, 61-letna pisateljica otroške literature, postala prva znana Kitajka, ki so ji krioprezervirali glavo.